# Roger Froment (médecin)
Roger Froment est un cardiologue français, né le 18 janvier 1907 et mort le 17 février 1984. Pionnier de la cardiologie à Lyon, il commence sa carrière sous la direction de Louis Gallavardin. 

## Distinctions
- Officier de la Légion d'honneur